# Jurinella varians
Jurinella varians är en tvåvingeart som beskrevs av Charles Howard Curran 1947. Jurinella varians ingår i släktet Jurinella och familjen parasitflugor. Inga underarter finns listade i Catalogue of Life.